# Leo Apostel
Leo Apostel (Anversa, 4 settembre 1925 – Gand, 10 agosto 1995) è stato un filosofo belga.
È stato uno dei filosofi belgi più influenti del XX secolo.

## Biografia
Dopo la seconda guerra mondiale, si trasferisce da Anversa a Bruxelles per studiare filosofia all'Université Libre de Bruxelles. Consegue il dottorato di ricerca lì sotto la guida del logico Chaim Perelman.
Apostel è stato docente alla Libera Università di Bruxelles e all'Università di Gand, e fu un sostenitore della ricerca interdisciplinare e della riduzione del divario tra le scienze positive e le scienze umane.
Massone, membro del Grande Oriente del Belgio.